# أمة الخالق
أمة الخالق (أم الخير) (811 هـ - 902 هـ) ذكرت غير منسوبة. شيخة أصيلة معمرة، تتلمذت على يد الجمال الحنبلي، وأجاز لها الشرف بن الكويك، وكانت آخر من روى عن أصحاب الحجاز.
قال الغزي بعد وفاتها: نزل أهل الأرض بموتها درجة في رواية البخاري.